# Criminal Minds (mùa 7)
Mùa thứ bảy của Criminal Minds lần đầu phát sóng trên đài CBS ở Mỹ vào ngày 21 tháng 9 năm 2011. A. J. Cook và Paget Brewster được CBS thuê lại để tái diễn vai Jennifer Jareau và Emily Prentiss. Vào ngày 15 tháng 2 năm 2012, Deadline Hollywood đăng báo rằng Paget Brewster (Emily Prentiss) sẽ rời phim khi mùa bảy kết thúc. Tất cả diễn viên chính khác trong phim đã chốt hợp đồng trở lại trong mùa tám. Tập cuối mùa phim dài hai tiếng, đã phát sóng vào ngày 16 tháng 5 năm 2012, tiết lộ Prentiss quyết định rời BAU.
Vào ngày 14 tháng 3 năm 2012, CBS gia hạn Criminal Minds mùa tám, phát sóng vào ngày 26 tháng 9 năm 2012.

## Dàn diễn viên

### Chính
- Joe Mantegna trong vai Đặc vụ giám sát David Rossi (Đặc vụ cấp cao BAU)
- Paget Brewster trong vai Đặc vụ giám sát Emily Prentiss (Đặc vụ BAU)
- Shemar Moore trong vai Đặc vụ giám sát Derek Morgan (Đặc vụ BAU)
- Matthew Gray Gubler trong vai Đặc vụ giám sát Tiến sĩ Spencer Reid (Đặc vụ BAU)
- A. J. Cook trong vai Đặc vụ giám sát Jennifer "JJ" Jareau (Đặc vụ BAU)
- Kirsten Vangsness trong vai Đặc vụ Penelope Garcia (Nhà phân tích kỹ thuật BAU & Liên lạc truyền thông)
- Thomas Gibson trong vai Đặc vụ giám sát Aaron "Hotch" Hotchner (Trưởng Đơn vị BAU & Liên lạc truyền thông)

### Thường xuyên
- Bellamy Young trong vai Beth Clemmons
- Jayne Atkinson trong vai Đặc vụ giám sát Erin Strauss (Trưởng Bộ phận BAU)
- Cade Owens trong vai Jack Hotchner
- Nicholas Brendon trong vai Kevin Lynch
- Josh Stewart trong vai William "Will" LaMontagne Jr.
- Mekhai Andersen trong vai Henry LaMontagne

## Các khách mời

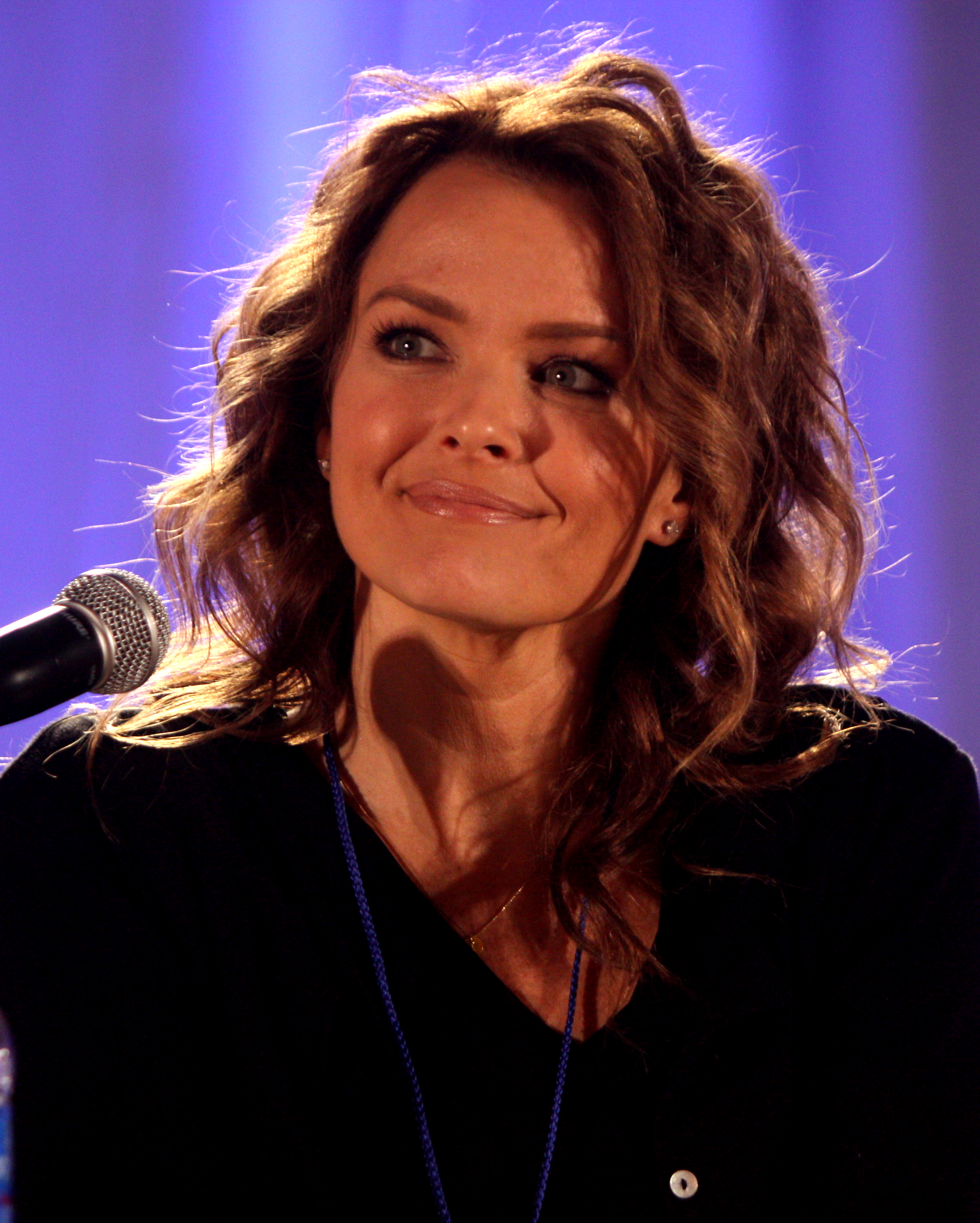
Ngôi sao phim Saw Dina Meyer xuất hiện trong tập "Unknown Subject" trong vai Regina Lampert.

Trong tập đầu mùa phim "It Takes a Village", Timothy V. Murphy trở lại vai Ian Doyle, và Robin Atkin Downes làm khách mời trong vai Lachlan McDermott, một tội phạm quốc tế đòi báo thù Doyle vì giết em trai mình Jimmy. Trong tập "Proof", Andy Milder làm khách mời trong vai Cy Bradstone, một sát nhân hàng loạt bị thử thách tinh thần loại bỏ năm giác quan của nạn nhân bằng acid sulfuric. Johanna Braddy làm khách mời trong vai cháu gái của Cy, Tammy, và Tracy Middendorf làm khách mời trong vai mẹ của Tammy, Lyla, mà Cy có một ám ảnh bí mật. Trong tập "Dorado Falls", Max Martini làm khách mời trong vai Luke Dolan, một cựu lính Navy Seal Mỹ bị hậu chấn tâm lý và hội chứng Capgras nổi loạn giết người. Sarah Aldrich làm khách mời trong vai vợ của Luke, Jenna.

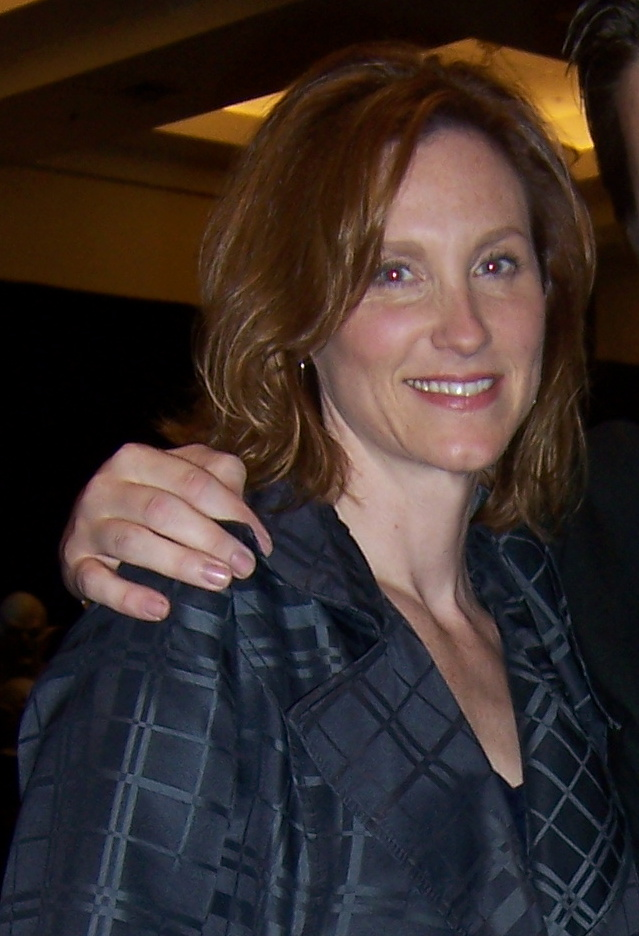
Judith Hoag xuất hiện trong tập "Unknown Subject" trong vai Diana Mitchell.

Trong tập "Painless", Eric Jungmann làm khách mời trong vai Robert Adams, một người sống sót trong một vụ xả súng trường trung học bắt chước các án mạng do Randy Slade thực hiện. Julia Campbell làm khách mời trong vai mẹ của Randy, Martha Slade, và Aaron Hill làm khách mời trong vai Jerry Holtz, người sống sót khác trong vụ xả súng bị Robert giết. Trong tập "From Childhood's Hour", Isabella Hofmann làm khách mời trong vai Carolyn Baker, vợ đầu của David Rossi chết do bệnh xơ cứng teo cơ một bên. Heather Tom làm khách mời trong vai Connie Barton, một người mẹ bị George Kelling bắt cóc. Trong tập "There's No Place Like Home", Alex Weed làm khách mời trong vai Travis James, một sát nhân hàng loạt bắt cóc trai mại dâm.

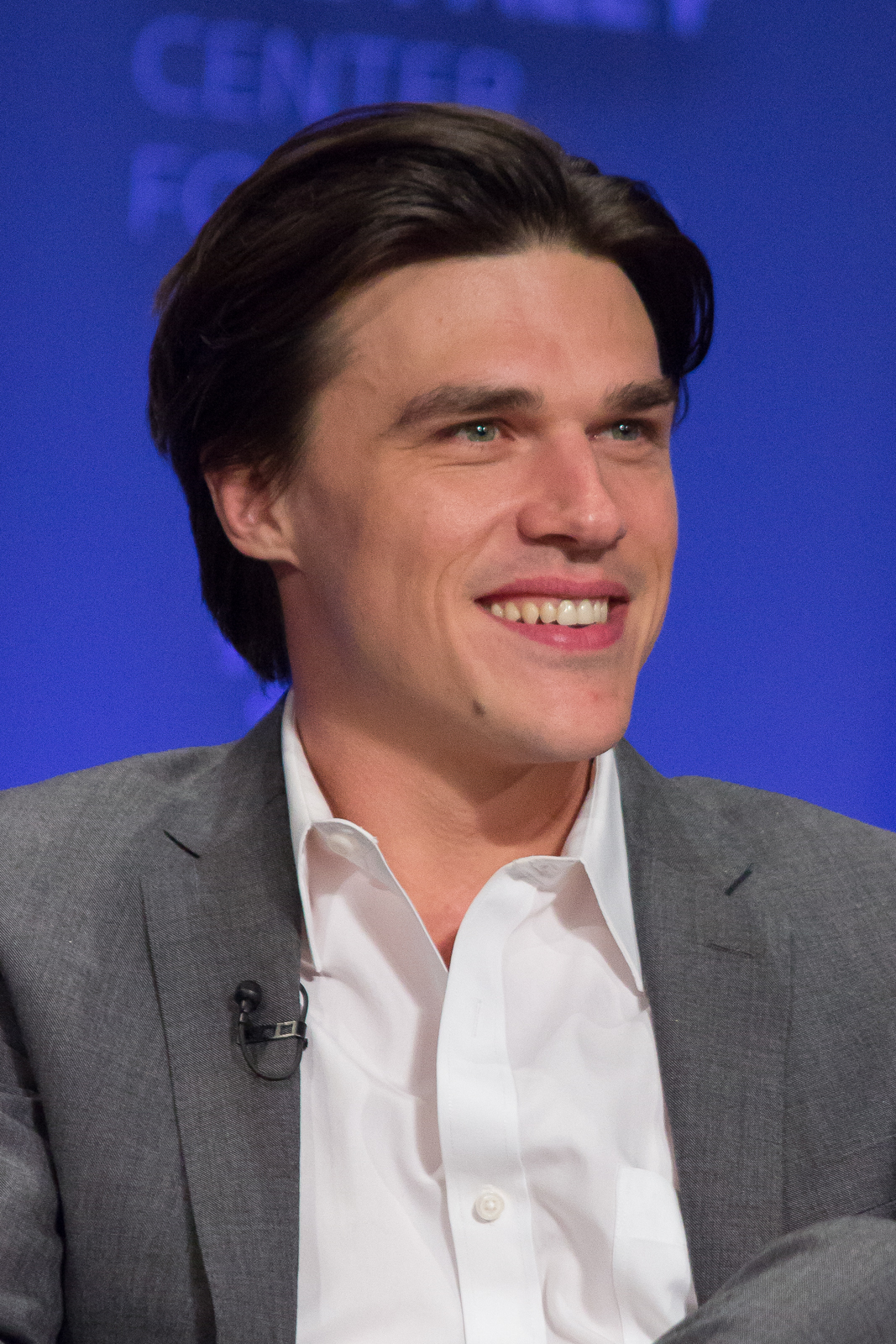
Finn Wittrock xuất hiện trong tập "True Genius" trong vai Harvey Morell.

Trong tập "Hope", Brigid Brannagh làm khách mời trong vai Monica Kingston, một người mẹ có con gái bị bắt cóc và giết bởi Bill Rogers, do Jack Coleman đóng. Trong tập "Self-Fulfilling Prophecy", René Auberjonois trong Star Trek: Deep Space 9 làm khách mời trong vai đại tá Ronald Massey, chỉ huy Học viện Quân sự Somerville và đồng phạm của cấp phó của ông và người cha đầy căm thù của học viên đã chết. Trong tập "The Bittersweet Science", Shawn Hatosy làm khách mời trong vai Jimmy Hall, một võ sĩ quyền Anh chuyên nghiệp và sát nhân có con trai chết do bệnh máu trắng. David Mazouz người đóng chung với Kieffer Sutherland trong phim truyền hình Touch vào vai Ryan Hall hồi trẻ. Charles S. Dutton làm khách mời trong vai Tony Cole, huấn luyện viên quyền Anh của Jimmy. Danny Goldman làm khách mời trong vai thám tử Bob Zablonsky, người dẫn đầu cuộc điều tra án mạng.

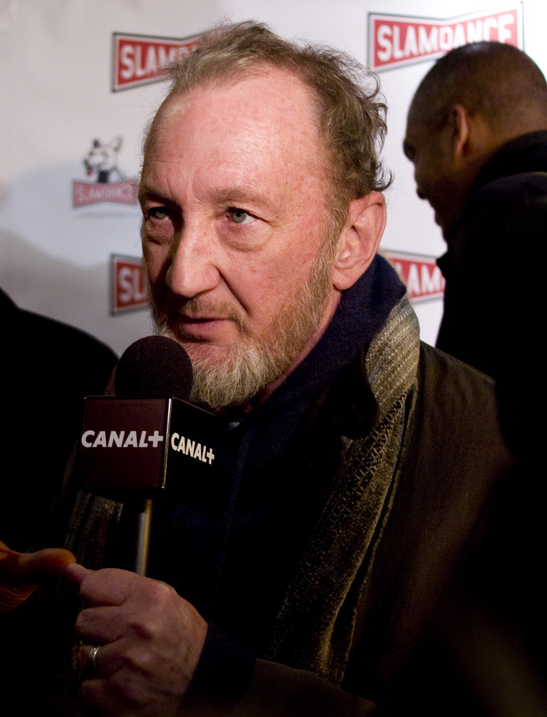
Ngôi sao A Nightmare on Elm Street Robert Englund xuất hiện trong tập "Heathridge Manor" trong vai thám tử Gassner.

Trong tập "Unknown Subject", Jay Karnes làm khách mời trong vai Hamilton Bartholomew, còn gọi là "The Piano Man", một kẻ hiếp dâm hàng loạt tấn công các nạn nhân mà hắn đã từng hiếp. Trong tập "Snake Eyes", Dean Cain làm khách mời trong vai Curtis Banks, một sát nhân hàng loạt nghiện cờ bạc. Vanessa Branch làm khách mời trong vai vợ của Curtis, Teri. Trong tập "Closing Time", Geoffrey Blake làm khách mời trong vai Michael Janeczko, một sát nhân hàng loạt nhắm vào đàn ông bị ly hôn, nó phản ánh lý lịch của chính Michael. Tyler Neitzel làm khách mời trong vai con trai riêng của Michael, Hunter Wright. Trong tập "A Thin Line", Paul Johansson làm khách mời trong vai Clark Preston, một ứng cử viên thị trưởng và đồng phạm của sát nhân hàng loạt tội thù ghét Trevor Mills.

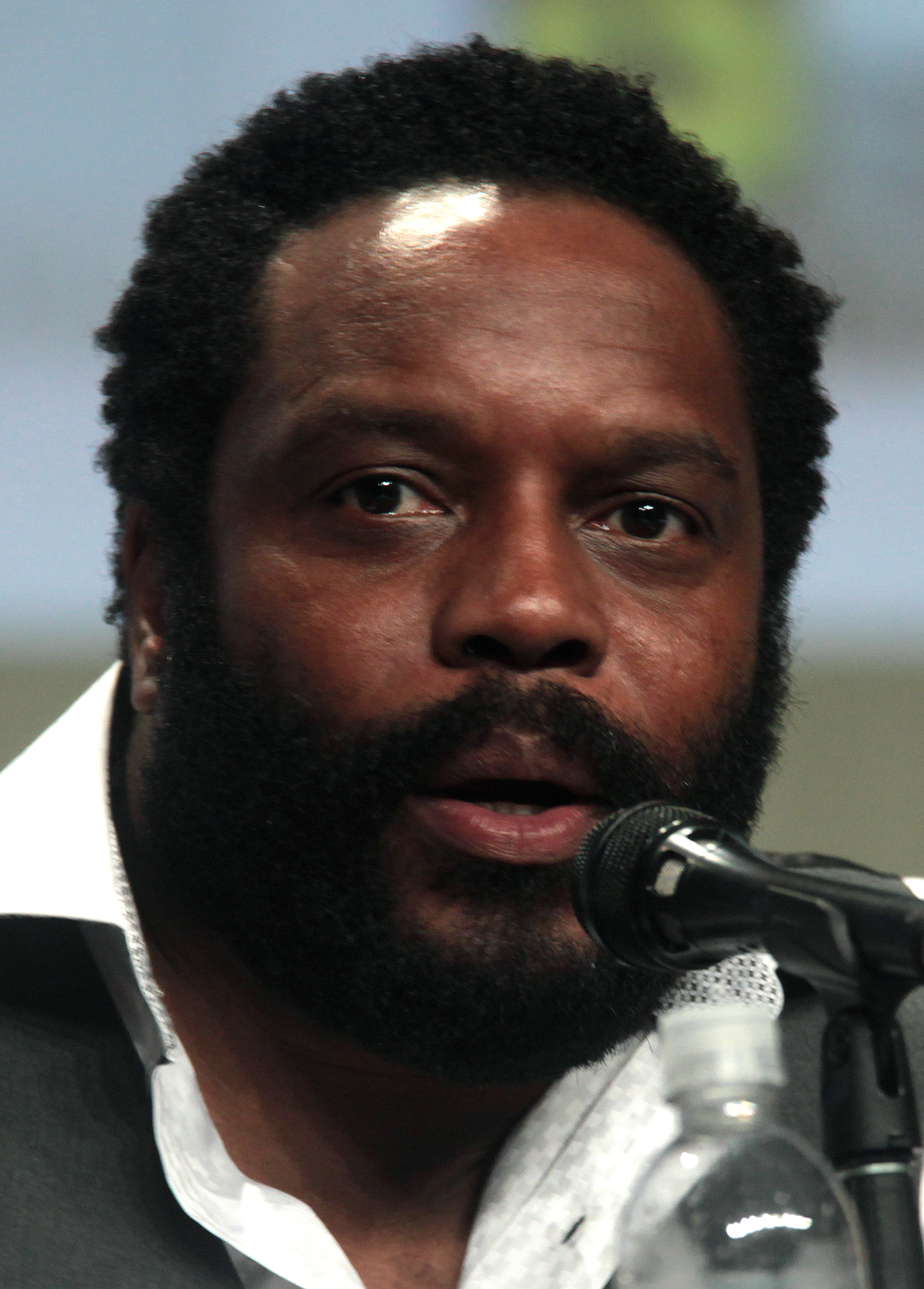
Ngôi sao The Walking Dead Chad Coleman xuất hiện trong tập "The Company" trong vai Malcolm Ford.

Trong tập "A Family Affair", Kathy Baker và William Russ làm khách mời trong vai Donald và Linda Collins, phụ huynh của sát nhân hàng loạt bị liệt hai chân Jeffrey Collins. Trong tập "I Love You, Tommy Brown", Teri Polo làm khách mời trong vai Margaret Hollman, một giáo viên cấp ba tâm thần bất ổn phải lòng học sinh của cô, Thomas Brown, cô có một con trai. Trong tập "Foundation", Hedy Burress làm khách mời trong vai Samantha Allen, con gái của kẻ bắt cóc ấu dâm J.B. Allen. Trong tập "Heathridge Manor", Juliet Landau làm khách mời trong vai Catherine Heathridge, một người thừa kế nhà máy dệt bị tâm thần phản ứng với một vở kịch của Shakespeare mà thuyết phục cô rằng các nữ diễn viên vai chính là "Vợ của Quỷ", xúi giục cô giết họ. Kyle Gallner và Madeleine Martin làm khách mời trong vai con của Catherine, James và Lara, người theo bước của cô. Robert Englund xuất hiện trong vai thám tử Gassner, người gọi BAU đến giúp.

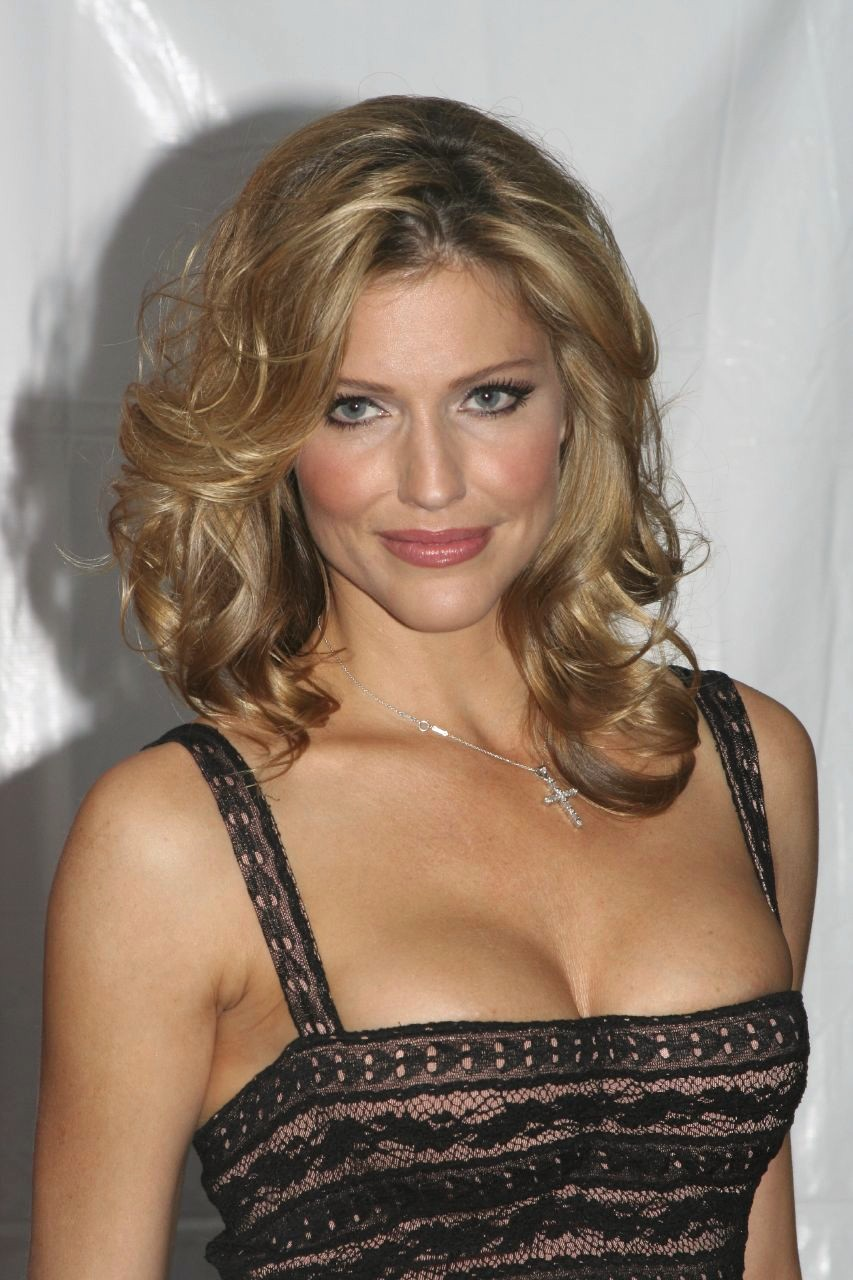
Tricia Helfer xuất hiện trong tập cuối hai phần vai Izzy Rogers.

Trong tập "The Company", Shanola Hampton làm khách mời trong vai Cindi Burns, em họ của Derek Morgan bị hội chứng Stockholm sau khi cưới và sinh con trai của kẻ bắt cóc cô, Malcolm Ford. Trong tập "Divining Rod", Mackenzie Astin làm khách mời trong vai Dylan Kohler, kẻ giết người bắt chước sát nhân hàng loạt Rodney Baines Garrett. Trong tập cuối hai phần "Hit & Run", Josh Randall làm khách mời trong vai Matthew Downs, một thành viên của Face Cards và người yêu của Izzy Rogers, và Evan Jones làm khách mời trong vai Chris Stratton, thành viên khác của Face Cards. Sebastian Roché vào lại vai Clyde Easter, cộng sự cũ của Emily Prentiss ở Interpol người đề xuất cô làm Trưởng phòng Interpol ở London, cô đồng ý, cô sẽ rời BAU.

## Các tập phim
| TT. tổng thể | TT. trong mùa phim | Tiêu đề                      | Đạo diễn            | Biên kịch              | Ngày phát hành gốc   | Mã sản xuất | Người xem tại Hoa Kỳ (triệu) |
| --- | ------------------ | ---------------------------- | ------------------- | ---------------------- | -------------------- | ----------- | ---------------------------- |
| 139 | 1                  | "It Takes a Village"         | Glenn Kershaw       | Erica Messer           | 21 tháng 9 năm 2011  | 701         | 14.14                        |
| Khi BAU làm chứng trước Ủy ban Thượng viện về mối thù của họ với Ian Doyle (Timothy V. Murphy), một chuỗi các sự kiện được tiết lộ trong cuộc điều tra sự biến mất con trai của Doyle thử thách đội theo cách mà họ không tưởng tượng được và làm cho bóng ma từ quá khứ trở lại.                                                                           |                    |                              |                     |                        |                      |             |                              |
| 140 | 2                  | "Proof"                      | Karen Gaviola       | Janine Sherman Barrois | 28 tháng 9 năm 2011  | 702         | 12.58                        |
| Khi hai phụ nữ ở Durant, Oklahoma bị tấn công tình dục và làm mù bằng acid sulfuric, BAU tìm một sát nhân kiên quyết trả thù một gương mặt từ quá khứ của hắn. Trong khi đó, JJ chất vấn Reid về hành vi gần đây của anh và Rossi tổ chức buổi dạy nấu ăn cho đội.                                                                                          |                    |                              |                     |                        |                      |             |                              |
| 141 | 3                  | "Dorado Falls"               | Félix Alcalá        | Sharon Lee Watson      | 5 tháng 10 năm 2011  | 703         | 13.43                        |
| Khi bảy người chết trong một án mạng tập thể ở một công ty an ninh mạng tại Virginia và một cặp đôi bị bắn hạ tại nhà họ, BAU đi tìm liên kết giữa hai án mạng. Trong khi đó, Prentiss làm việc với Morgan để chuẩn bị huấn luyện lấy lại chứng chỉ cho cô.                                                                                                 |                    |                              |                     |                        |                      |             |                              |
| 142 | 4                  | "Painless"                   | Larry Teng          | Breen Frazier          | 12 tháng 10 năm 2011 | 704         | 12.87                        |
| Khi một hiệu trưởng ở Boise, Idaho chết vài ngày trước kỷ niệm mười năm thảm sát trường học, BAU nỗ lực truy lùng một người thu thập sự bất công kiên quyết hoàn thành mối thù chống lại những người sống sót. Trong khi đó, Hotch gia tăng lo ngại về Jack sau buổi họp phụ huynh còn Morgan và Reid quyết chiến chơi khăm.                                |                    |                              |                     |                        |                      |             |                              |
| 143 | 5                  | "From Childhood's Hour"      | Anna J. Foerster    | Bruce Zimmerman        | 19 tháng 10 năm 2011 | 75          | 13.15                        |
| Khi một cậu bé chín tuổi ở St. Louis, Missouri mất tích và người mẹ rối loạn của cậu bé chết sau đó, BAU tìm một sát nhân dùng nghề nghiệp của hắn để lấy lòng nạn nhân. Trong khi đó, Rossi phát hiện một bí mật rúng động sau khi gặp lại vợ đầu (Isabella Hofmann).                                                                                      |                    |                              |                     |                        |                      |             |                              |
| 144 | 6                  | "Epilogue"                   | Guy Ferland         | Rick Dunkle            | 2 tháng 11 năm 2011  | 706         | 12.94                        |
| Khi thi thể của ba nạn nhân chết đuối được tìm thấy ở rừng quốc gia Angeles, BAU nỗ lực phân tích một sát nhân muốn nghiên cứu chuyện gì xảy ra sau khi chết. Trong khi đó, Rossi suy ngẫm ông có nên thực hiện yêu cầu của Carolyn không. |                    |                              |                     |                        |                      |             |                              |
| 145 | 7                  | "There's No Place Like Home" | Rob Spera           | Virgil Williams        | 9 tháng 11 năm 2011  | 707         | 11.36                        |
| Khi thi thể bị chặt của hai thanh niên ở Wichita, Kansas được tìm thấy sau vụ lốc xoáy tàn phá, BAU đi bắt một sát nhân phong cách Frankenstein có một động cơ tàn ác kín đáo. Trong khi đó, JJ đối phó với căng thẳng bất ngờ ở hậu phương. |                    |                              |                     |                        |                      |             |                              |
| 146 | 8                  | "Hope"                       | Michael Watkins     | Kimberly Ann Harrison  | 16 tháng 11 năm 2011 | 708         | 12.72                        |
| Khi một thành viên trong nhóm hỗ trợ nạn nhân của Garcia mất tích sau báo về kỷ niệm bảy năm vụ bắt cóc con gái của cô, BAU tiến hành xác định liên kết giữa hai sự kiện. |                    |                              |                     |                        |                      |             |                              |
| 147 | 9                  | "Self-Fulfilling Prophecy"   | Charlie Haid        | Erica Messer           | 7 tháng 12 năm 2011  | 709         | 12.41                        |
| Khi năm học viên học viện quân sự ở Florida được tìm thấy đã chết trong một vụ tự tử tập thể và học viên khác mất tích, BAU nghi các hành động không như những gì họ thấy. Trong khi đó, Morgan bất đồng với Hotch sau hành động bất thường của Strauss. |                    |                              |                     |                        |                      |             |                              |
| 148 | 10                 | "The Bittersweet Science"    | Rob Hardy           | Janine Sherman Barrois | 14 tháng 12 năm 2011 | 710         | 12.88                        |
| Khi hai đàn ông ở Philadelphia, Pennsylvania bị đánh chết, BAU đi truy lùng một sát nhân có liên kết đến hoạt động quyền Anh của thành phố. Trong khi đó, Hotch huấn luyện cho cuộc thi ba môn phối hợp sắp tới và bị thu hút bởi một vận động viên khác (Bellamy Young).                                                                                   |                    |                              |                     |                        |                      |             |                              |
| 149 | 11                 | "True Genius"                | Glenn Kershaw       | Sharon Lee Watson      | 18 tháng 1 năm 2012  | 711         | 13.00                        |
| Khi một cặp đôi ở San Francisco, California được tìm thấy bị giết, BAU đi xác định xem một trong những sát nhân khó bắt nhất lịch sử có trở lại không. Trong khi đó, Reid suy nghĩ anh đã đạt được gì trong đời sau khi gặp một thần đồng tại một hội nghị chuyên đề tội ác bạo lực.                                                                        |                    |                              |                     |                        |                      |             |                              |
| 150 | 12                 | "Unknown Subject"            | Michael Lange       | Breen Frazier          | 25 tháng 1 năm 2012  | 712         | 13.82                        |
| Khi một chuỗi các vụ tấn công tình dục ở Houston, Texas có dấu hiệu của một kẻ hiếp dâm hàng loạt sung mãn, BAU mở lại cuộc điều tra ban đầu và thấy bản thân đấu trí với một nạn nhân có ý niệm công lý riêng. Trong khi đó, Prentiss chật vật kiềm chế bản thân không bị cảm xúc tác động khi ngày kỷ niệm cuộc chiến với Ian Doyle của cô đến gần.       |                    |                              |                     |                        |                      |             |                              |
| 151 | 13                 | "Snake Eyes"                 | Doug Aarniokoski    | Bruce Zimmerman        | 8 tháng 2 năm 2012   | 713         | 13.31                        |
| Khi một quản lý casino ở Atlantic City, New Jersey bị đánh chết và tám tờ tiền một đô la được tìm thấy quanh một lá bài trên xác của anh ấy, BAU nghi án mạng do một sát nhân làm theo nghi thức nghiện cờ bạc gây ra. Trong khi đó, Garcia sợ điều tồi tệ nhất sau khi thức dậy từ một đêm say rượu và thấy một vị khách bất ngờ trong căn hộ của cô.      |                    |                              |                     |                        |                      |             |                              |
| 152 | 14                 | "Closing Time"               | Jesse Warn          | Rick Dunkle            | 15 tháng 2 năm 2012  | 714         | 12.19                        |
| Khi ba người bị bắn gục và bị thiến sau khi chết khi đi công tác ở Los Angeles, California, BAU xác định các nạn nhân và sát nhân có liên kết bởi một mất mát cá nhân. Trong khi đó, Hotch chuẩn bị cho cuộc hẹn đầu tiên từ khi Haley chết. |                    |                              |                     |                        |                      |             |                              |
| 153 | 15                 | "A Thin Line"                | Michael Watkins     | Virgil Williams        | 22 tháng 2 năm 2012  | 715         | 12.78                        |
| BAU trở lại California sau khi hai gia đình ở San Bernardino bị bắn chết trong vụ băng nhóm đột nhập nhà. Trong khi đó, Prentiss và Morgan đấu đá nhau sau một buổi huấn luyện thực tập sinh Học viện FBI thú vị. |                    |                              |                     |                        |                      |             |                              |
| 154 | 16                 | "A Family Affair"            | Rob Spera           | Kimberly Ann Harrison  | 29 tháng 2 năm 2012  | 716         | 12.54                        |
| Khi hai gái mại dâm ở Atlanta, Georgia được tìm thấy bị đâm chết, BAU nghi án mạng do một đội sát nhân làm. Trong khi đó, Hotch chuẩn bị cho cuộc thi ba môn phối hợp FBI và JJ lên kế hoạch đi chơi đêm với Prentiss và Garcia. |                    |                              |                     |                        |                      |             |                              |
| 155 | 17                 | "I Love You, Tommy Brown"    | John Terlesky       | Janine Sherman Barrois | 14 tháng 3 năm 2012  | 718         | 11.43                        |
| Khi ba cặp đôi ở Seattle, Washington bị bắn kiểu tử hình, BAU nghi án mạng do nữ sát nhân có bản năng làm mẹ gây ra. Trong khi đó, Garcia lo lắng sau khi nghe lén cuộc trò chuyện giữa Kevin và Morgan. |                    |                              |                     |                        |                      |             |                              |
| 156 | 18                 | "Foundation"                 | Dermott Downs       | Jim Clemente           | 21 tháng 3 năm 2012  | 717         | 12.09                        |
| Khi một cậu bé ở Flagstaff, Arizona mất tích cùng đêm một thanh niên gốc Mỹ La tinh được tìm thấy đang lang thang trên sa mạc, BAU nghi ký ức bị kiềm nén của một phụ nữ địa phương có thể giữ chìa khóa đến danh tính của kẻ bắt cóc. Trong khi đó, Morgan dùng quá khứ rắc rối của mình để tạo kết nối với người sống sót.                                |                    |                              |                     |                        |                      |             |                              |
| 157 | 19                 | "Heathridge Manor"           | Matthew Gray Gubler | Sharon Lee Watson      | 4 tháng 4 năm 2012   | 719         | 11.34                        |
| Khi một giáo viên dạy toán ở Medford, Oregon được tìm thấy chết do ngộ độc nicotine trong một trại tâm thần bị bỏ hoang từ lâu và danh sách nạn nhân tiềm năng được phát hiện tại hiện trường án mạng, BAU đi phân tích một kẻ thờ quỷ Sa-tăng có một ám ảnh nguy hiểm xuất phát từ một quá khứ bất ổn.                                                     |                    |                              |                     |                        |                      |             |                              |
| 158 | 20                 | "The Company"                | Nelson McCormick    | Breen Frazier          | 11 tháng 4 năm 2012  | 720         | 11.81                        |
| Khi chị gái của Morgan bị tai nạn xe trong khi cố bám theo một người phụ nữ giống một cách kỳ quái người em họ được cho là đã chết của họ Cindi, BAU mở lại vụ án biến mất của cô và truy lùng một kẻ ác dâm dính dáng đến một nhóm ác-thống dâm. |                    |                              |                     |                        |                      |             |                              |
| 159 | 21                 | "Divining Rod"               | Doug Aarniokoski    | Bruce Zimmerman        | 2 tháng 5 năm 2012   | 721         | 11.47                        |
| Khi một phụ nữ ở Enid, Oklahoma bị đâm chết cùng đêm một sát nhân hàng loạt bị tử hình, BAU xác định án mạng do một kẻ bắt chước gây ra và đi ngăn họ lấy mạng người khác. Trong khi đó, Prentiss lo lắng sau khi mua nhà. |                    |                              |                     |                        |                      |             |                              |
| 160 | 22                 | "Profiling 101"              | Félix Alcalá        | Virgil Williams        | 9 tháng 5 năm 2012   | 722         | 11.62                        |
| BAU trình bày một trong những vụ án sát nhân hàng loạt lâu dài nhất cho một lớp sinh viên đại học ở Seattle, Washington, dẫn họ qua một cuộc rượt đuổi dài hai thập kỷ tìm một sát nhân bình thường hóa thành hàng loạt sung mãn trở nên nổi tiếng vì lấy đi cơ quan sinh sản của nạn nhân.                                                                 |                    |                              |                     |                        |                      |             |                              |
| 161 | 23                 | "Hit"                        | Michael Lange       | Rick Dunkle            | 16 tháng 5 năm 2012  | 723         | 13.68                        |
| Khi một nhóm trộm cướp giết người hàng loạt bắt nhiều công dân làm con tin sau khi đột nhập một ngân hàng ở Washington, D.C. thất bại, BAU tiến hành phân tích băng cướp và ngăn tình hình chuyển biến xấu. Trong khi đó, JJ trở nên xúc động sau khi biết Will là trong số các con tin và Prentiss nhận một cuộc gọi buộc cô suy ngẫm về tương lai của cô. |                    |                              |                     |                        |                      |             |                              |
| 162 | 24                 | "Run"                        | Glenn Kershaw       | Erica Messer           | 16 tháng 5 năm 2012  | 724         | 13.68                        |
| Với các thành viên còn lại của Face Cards đang bỏ chạy và Will được cho là còn sống nhưng mất tích, BAU đi ngăn một trong họ không gặp nạn sau khi xác định các vụ cướp là bình phong cho một động cơ thầm kín độc ác. Trong khi đó, Prentiss đưa ra một quyết định choáng váng hứa hẹn thay đổi đội hình mãi mãi.                                          |                    |                              |                     |                        |                      |             |                              |

## Rating
| Tập phim                     | Rating tại Mỹ          | Rating tại Mỹ        | Rating tại Mỹ | Rating tại Mỹ |
| Tập phim                     | Ngày phát sóng lần đầu | Số người xem (triệu) | Xếp hạng      | Xếp hạng      |
| Tập phim                     | Ngày phát sóng lần đầu | Số người xem (triệu) | Đêm           | Tuần          |
| ---------------------------- | ---------------------- | -------------------- | ------------- | ------------- |
| "It Takes a Village"         | 21 tháng 9 năm 2011    | 14.14                | 2             | 13            |
| "Proof"                      | 28 tháng 9 năm 2011    | 12.58                | 2             | 13            |
| "Dorado Falls"               | 5 tháng 10 năm 2011    | 13.43                | 1             | 9             |
| "Painless"                   | 12 tháng 10 năm 2011   | 12.87                | 2             | 11            |
| "Childhood's Hour"           | 19 tháng 10 năm 2011   | 13.15                | 2             | 11            |
| "Epilogue"                   | 2 tháng 11 năm 2011    | 12.94                | 2             | 15            |
| "There's No Place Like Home" | 9 tháng 11 năm 2011    | 11.36                | 2             | 17            |
| "Hope"                       | 16 tháng 11 năm 2011   | 12.72                | 2             | 11            |
| "Self-Fulfilling Prophecy"   | 7 tháng 12 năm 2011    | 12.41                | 1             | 12            |
| "The Bittersweet Science"    | 14 tháng 12 năm 2011   | 12.88                | 1             | 9             |
| "True Genius"                | 18 tháng 1 năm 2012    | 13.00                | 2             | 11            |
| "Unknown Subject"            | 25 tháng 1 năm 2012    | 13.82                | 3             | 5             |
| "Snake Eyes"                 | 8 tháng 2 năm 2012     | 13.31                | 2             | 11            |
| "Closing Time"               | 15 tháng 2 năm 2012    | 12.19                | 2             | 10            |
| "A Thin Line"                | 22 tháng 2 năm 2012    | 12.78                | 2             | 13            |
| "A Family Affair"            | 29 tháng 2 năm 2012    | 12.54                | 2             | 8             |
| "I Love You, Tommy Brown"    | 14 tháng 3 năm 2012    | 11.43                | 3             | 6             |
| "Foundation"                 | 21 tháng 3 năm 2012    | 12.09                | 2             | 6             |
| "Heathridge Manor"           | 4 tháng 4 năm 2012     | 11.34                | 3             | 14            |
| "The Company"                | 11 tháng 4 năm 2012    | 11.81                | 2             | 7             |
| "Divining Rod"               | 2 tháng 5 năm 2012     | 11.47                | 2             | 11            |
| "Profiling 101"              | 9 tháng 5 năm 2012     | 11.62                | 2             | 12            |
| "Hit"                        | 16 tháng 5 năm 2012    | 13.68                | 2             | 6             |
| "Run"                        | 16 tháng 5 năm 2012    | 13.68                | 2             | 6             |

## Băng đĩa
| The Complete Seventh Season | |                                                               |                                                               |                                                               |
| Chi tiết bộ đĩa | Chi tiết bộ đĩa | Nội dung đặc biệt                                             | Nội dung đặc biệt                                             |                                                               |
| - 24 tập - Bộ 6 đĩa (Vùng 1) - Bộ 5 đĩa (Vùng 2 & 4) - Tỉ lệ khung hình: 1.85:1 - Phụ đề: Tiếng Anh - Tiếng Anh: Dolby Digital 5.1 | - 24 tập - Bộ 6 đĩa (Vùng 1) - Bộ 5 đĩa (Vùng 2 & 4) - Tỉ lệ khung hình: 1.85:1 - Phụ đề: Tiếng Anh - Tiếng Anh: Dolby Digital 5.1 | - Con mắt của tâm trí - Cảnh phim gây cười - Đoạn phim bị xóa | - Con mắt của tâm trí - Cảnh phim gây cười - Đoạn phim bị xóa | - Con mắt của tâm trí - Cảnh phim gây cười - Đoạn phim bị xóa |
| Ngày phát hành DVD | |                                                               |                                                               |                                                               |
| Vùng 1 | Vùng 2 | Vùng 4                                                        |                                                               |                                                               |
| 4 tháng 9 năm 2012 | 26 tháng 11 năm 2012 | 7 tháng 11 năm 2012                                           |                                                               |                                                               |